# 奥古斯特·佩雷
奥古斯特·佩雷（1874年2月12日—1954年2月25日），法國建築師，为混凝土建築先驱。第二次世界大戰後，他主持重建的勒阿弗爾城被聯合國教科文組織列為世界文化遺產。